# Хамболт
Хамболт (енгл. Humboldt) је град смештен у централном делу канадске провинције Саскачеван. Налази се на раскрсници аутопутева 5 и 20 на око 113 км источно од највећег града у провинцији Саскатуна, и око 230 км северно од административног центра провинције Реџајне.

## Историја
Насеље Хамболт развило се из једне телеграфске централе подигнуте уз железницу која је спајала подручја данашњег Винипега и Едмонтона. Станица основана 1875. име је добила по немачком природњаку и истраживачу Александру Хумболту. Телеграфска станица Хамболт одиграла је веома важну улогу током побуне Метиса 1885. када је служила као једина сигурна линија за проток информација између канадског истока и запада. 
У подручје Хамболта се 1903. доселила већа група немачких имиграната предвођена бенедикстинским католичким свештеницима, а већ наредне године кроз насеље је прошла железница. Број становника је нагло растао и насеље је 1907. административно уређено као провинцијска варошица, и те гофине у њему је живело 425 становника. Одлуком владе провинције Саскачеван од 7. новембра 2000. Хамболт је административно унапређен у ранг града, поставши тако 13 град у провинцији.
Немачко наслеђе града огледа се кроз архитектуру која умногоме подсећа на питорескна немачка насеља у Европи.

## Демографија
Према резултатима пописа становништва из 2011. у граду је живело 5.678 становника у укупно 2.567 домаћинстава, што је за 13,6% више у односу на 4.998 житеља колико је регистровано  приликом пописа 2006. године.
| 2001. | 2006. | 2011. |
| ----- | ----- | ----- |
| 5,161 | 4,998 | 5,678 |

## Привреда
Захваљујући плодном тлу и довољној количини влаге, најважнија привредна активност у граду и његовој околини је пољопривреда. Најважније културе су пшеница, јечам, раж, уљана репица на основу којих је развијена и јака сточарска производња. Околина Хамболта се убраја мешу највеће произвођаче свињског меса и прерађевина у провинцији. 